# Клеменс Брентано
Кле́менс Брента́но (нім. Clemens Brentano; 8 вересня 1778, Кобленц-Еренбрайтштайн — 28 липня 1842, Ашаффенбург) — німецький поет-романтик і новеліст, учасник гейдельберзького гуртка.

## Біографія
Народився в Еренбрайтштайні (Ehrenbreitstein, тепер частина міста Кобленц). Брентано прославляв патріархальне життя народу за часів середньовіччя, проповідував релігійний аскетизм («Романси про чотки», «Історія про чесного Касперля і прекрасну Аннерль», 1817, «Хроніка мандрівного школяра», 1818). Разом з Арнімом (Achim von Arnim) Брентано уклав збірку німецьких народних пісень «Чарівний ріг хлопчика» (1806—1808).